# .qa
.qa – domena internetowa przypisana od roku 1996 do Kataru i zarządzana przez Ooredoo.

## Domeny drugiego poziomu
- com.qa
- net.qa
- org.qa
- gov.qa
- edu.qa
- mil.qa